# Balcanii de Vest

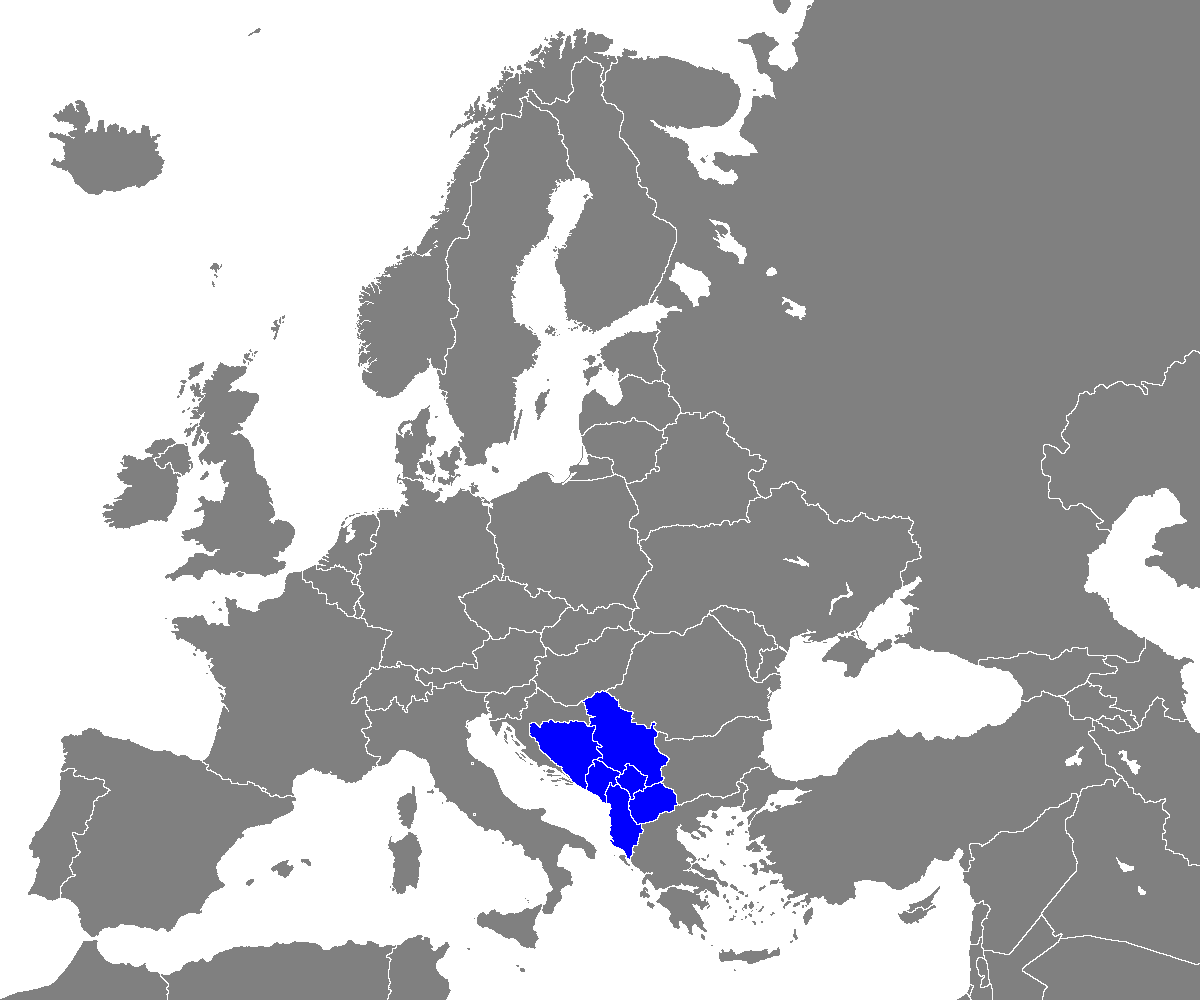

Destrămarea Iugoslaviei

Drept Balcanii de Vest sunt denumite statele din fosta Iugoslavie (fără Slovenia și Croația) și Albania care în urma aderării României și Bulgariei la Uniunea Europeană au devenit următoarea țintă de extindere a acestei organizații în Peninsula Balcanică, neexistând însă un calendar precis al aderării. De asemenea, aceste state, cu excepția Albaniei, nu fac parte din organizația NATO, deși aspiră să adere la aceasta. Totodată, începând cu 2007, aceste state fac parte din CEFTA (Acordul central-european de liber schimb), împreună cu Republica Moldova. Statele Balcanilor de Vest sunt:
- Albania
- Bosnia și Herțegovina
- Macedonia de Nord
- Muntenegru
- Serbia

Istoria din ultimii 15 ani ale acestor state este caracterizată de intense conflicte politice și sociale, nerezolvate până astăzi. Cauzele izbucnirii conflictelor sunt de ordin istoric, etnic și religios. Toate aceste state dețin un nivel de dezvoltare economică inferior statelor din Uniunea Europeană cu care sunt învecinate. De asemenea ele dețin o rată a șomajului superioară vecinilor din UE, deosebit de alarmantă fiind situația din Kosovo (50-70% în 2004), Bosnia (44,2% în 2005), Macedonia de Nord (37,3% în 2005), Muntenegru (30,3% în 2005) și Serbia (fara Kosovo, 20,8 % în 2005). Rata natalității din unele regiuni (mai ales acolo unde trăiesc mulți musulmani) este printre cele mai mari din lume, la nivel general sporul natural al populației este deosebit de ridicat. Totodata, în regiune este practicat de mulți ani traficul cu arme și droguri, datorită poziției strategice de legătură între Orient și Occident. Traficul cu carne vie cunoaște în aceste state o amploare nemaiîntâlnită în alte state europene, victimele fiind mai ales tinere (deseori minore) răpite din România, Republica Moldova și Bulgaria care sunt obligate să se prostitueze.